# Takeda Nobutora
Pour les autres membres du clan Takeda, voir Takeda.
Takeda Nobutora est un nom japonais traditionnel ; le nom de famille (ou le nom d'école), Takeda, précède donc le prénom (ou le nom d'artiste) Nobutora.
Takeda Nobutora (武田信虎, 11 février 1493-27 mars 1574) était un daimyō du clan Takeda gouvernant la province de Kai. Il a combattu dans de nombreuses batailles de l'époque Sengoku. Il eut pour fils le célèbre daimyō Takeda Harunobu, plus connu sous son nom bouddhiste (kaimyō) de Takeda Shingen, ainsi que les généraux samouraïs Takeda Nobushige et Takeda Nobukado. Il eut également pour cousin Nobumoto Katanuma.

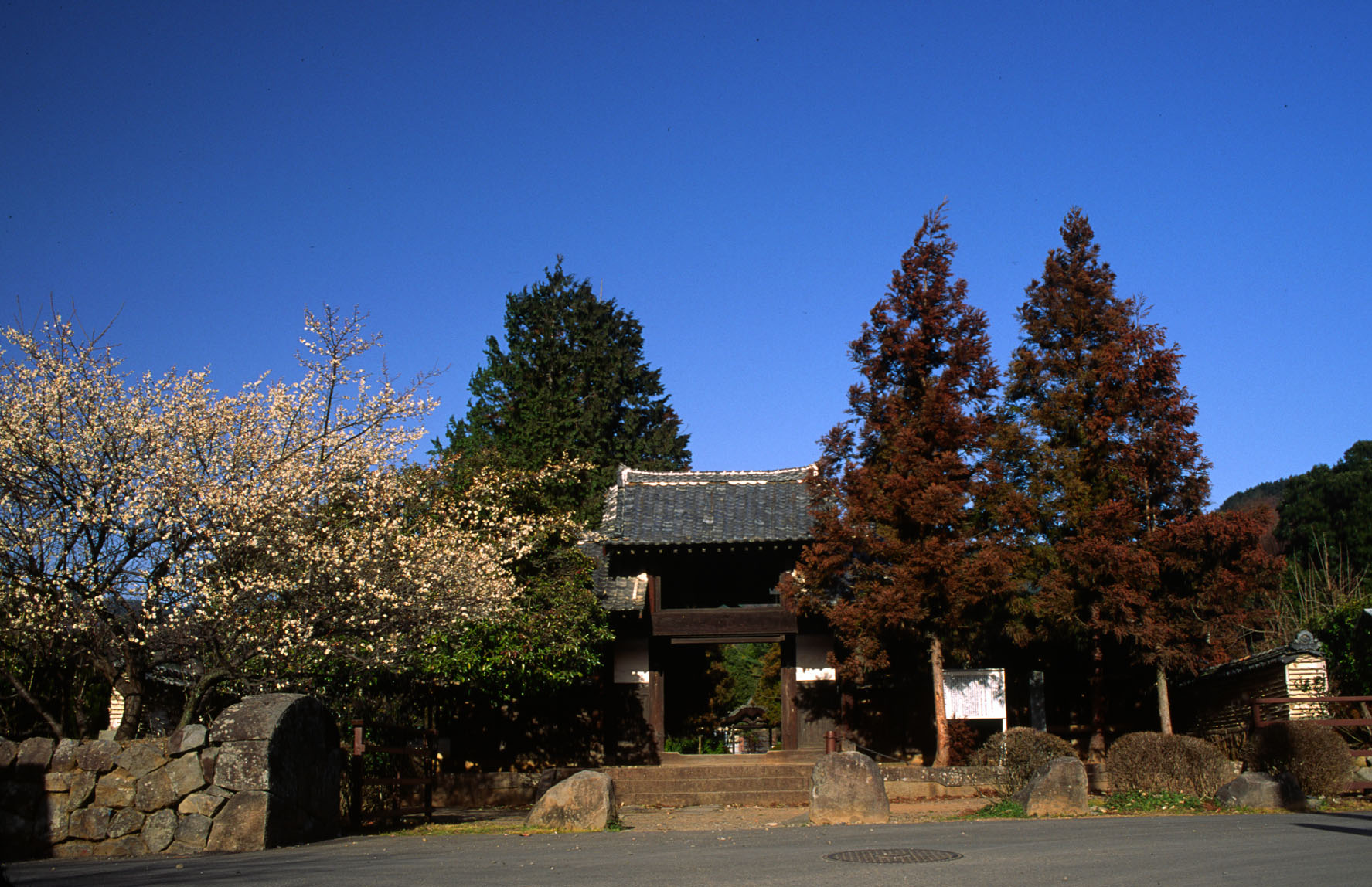
Tombe de Nobutora Takeda au Daisen-ji, Kōfu, préfecture de Yamanashi.

Nobutora a combattu Hiraga Genshin à la bataille d'Un no Kuchi en 1536. Bien qu'il fût forcé à se retirer, son fils Harunobu défit Hiraga et prit son château. Néanmoins Nobutora souhaita transmettre son domaine à son deuxième fils Nobushige. À la suite de cela, Harunobu a renversé son père et l'a exilé dans la province de Suruga sous la surveillance du clan Imagawa, dirigé par Imagawa Yoshimoto, daimyo de Suruga.
À l'époque, des rumeurs répandues parmi les paysans disaient aussi que Nobutora était devenu fou et tuait des femmes enceintes pour arracher les bébés à l'intérieur de leurs ventres. Au moins trois femmes auraient ainsi péri de ses mains. Aussi des paysans du domaine du clan approchèrent Harunobu pour lui demander de destituer son père, car sa réputation était bonne, et il était même admiré par son petit frère, Nobushige, qui avait pourtant les faveurs de Nobutora.
En effet, l'époque Sengoku était une ère difficile pour tout le monde. Le petit peuple souffrait, mais les grands seigneurs avaient aussi leur lot de problèmes, car se produisait à cette époque le phénomène social dit gekokujō (le subordonné renverse son supérieur). Il était alors fréquent que des membres de la petite noblesse et les puissants propriétaires terriens complotent (collectivement) contre un daimyo dès lorsqu'ils n'avaient plus foi en lui (c'est l'une des raisons pour lesquelles le bushido exalte la loyauté du samouraï), tout comme depuis l'époque de la guerre de Genpei les samouraïs avaient commencé à se libérer de l'autorité de leurs maîtres aristocrates.
Ainsi, les cas de parents tuant leurs enfants ou d'enfants tuant leurs parents faisaient déjà à l'époque figure de jurisprudence (que l'on ne s'abuse pas néanmoins, cela ne reflète bien évidemment que le comportement d'une minorité). Le stress de la guerre et de la gouvernance de son fief combiné à la crainte que Nobutora avait envers son fils aîné auraient en effet pu avoir raison de sa santé mentale. On remarquera également à ce sujet que Nobutora était pour ainsi dire un bushi de la vieille école, ayant appris sur le tas et ayant consacré sa vie, son sang et sa sueur à se tailler un fief (comme beaucoup d'autres daimyos de l'époque), tandis que son fils et héritier, Harunobu, devait à ses yeux avoir un comportement étrange et perturbant, qui lui retirait la confiance de son père pour la gouvernance du clan.
À l'époque Sengoku, les traités d'art militaire chinois se répandirent largement au Japon, en particulier L'Art de la guerre de Sun Tzu (d'où provient la fameuse citation fūrinkazan, devise des Takeda sous Shingen), en raison du besoin considérablement accru (par rapport aux époques antérieures) de savoir-faire dans les formations, les manœuvres des troupes et la poliorcétique. Takeda Harunobu fut de tout temps considéré par les historiens comme l'une des figures majeures de cette nouvelle génération de samouraïs, se fondant sur la stratégie et adoptant une attitude prudente afin d'économiser les vies des samouraïs du rang, les guerriers expérimentés par opposition aux ashigaru dispensables. Takeda Harunobu est aussi crédité pour avoir su très tôt discerner le potentiel des armes à feu, avoir maîtrisé l'usage des charges de cavalerie, avoir attiré à lui une vingtaine de généraux très compétents, et, de façon générale, avoir apporté la grandeur au clan Takeda en ces temps extrêmement troublés.
Ainsi, les accès de démence de Nobutora auraient pu être des rumeurs répandues pour justifier son renversement en lui retirant le soutien populaire. Ces rumeurs, fondées ou non, auraient pu être répandues par Harunobu, mais aussi par la petite noblesse ji-samouraï, voire par un seigneur ennemi cherchant à déstabiliser les Takeda de l'intérieur, tel Hōjō Ujitsuna ou Imagawa Yoshimoto, seigneur du prestigieux clan Imagawa, qui aurait pu considérer comme dans son intérêt d'avoir un jeune talentueux aux dents longues comme partenaire pour garder ses arrières, plutôt que le vieux Nobutora, ce qui lui fut en effet profitable, bien que temporaire, en raison de sa défaite à la bataille d'Okehazama. On remarquera néanmoins, à leur décharge, que le coup d'État fut brillamment exécuté et sans verser le sang, ce qui montre que l'attachement émotionnel et moral existait toujours même à l'époque Sengoku. De fait, Takeda Nobutora fut suivi dans son exil par Furukawa Koheita, l'un de ses plus proches lieutenants, ainsi que neuf autres samouraïs, qui, en dépit du fait d'avoir été au courant du plan pour exiler leur seigneur, coopérèrent, avant de réitérer à Nobutora leur promesse de le suivre jusqu'à la mort — ce qui montre que le bushido n'était pas seulement une construction des théoriciens de l'époque d'Edo.

## Famille
- Fils :
  - Takeda Shingen (1521-1573)
  - Takeda Nobushige (1525-1561)
  - Takeda Nobukado (1529-1582)